# モーヘール
モーヘール（mohel, mo'el）とは、ユダヤ教の割礼（ベリート・ミーラー brit milah）において割礼を実行する専門家のこと。

## トーラーの出典
- 創世記 17:1-14 （）

- レビ記 12:1-3 （）

## 機能
現代のユダヤ教においては、特別に訓練したベリート・ミーラーの専門家によって行われる。
改革派・保守派ではベリート・ミーラーの医師に「モーヘリーム mohelim」の称号が与えられる。